# Simon Richardson
Simon Richardson (ur. 10 listopada 1966 w Porthcawl, Walia) – walijski niepełnosprawny kolarz. Dwukrotny mistrz paraolimpijski z Pekinu w 2008 roku.

## Medale Igrzysk Paraolimpijskich

### 2008
- – Kolarstwo – trial na czas – 1 km – LC 3-4
- – Kolarstwo – bieg pościgowy indywidualnie – LC 3
- – Kolarstwo – trial na czas – LC 3